# Secondo Meneghetti
Secondo Meneghetti (Ravenna, 25 marzo 1893 – Ocrida, 14 aprile 1941) è stato un militare italiano, decorato di medaglia d'oro al valor militare nel corso della seconda guerra mondiale.

## Biografia
Nasce a Ravenna il 25 marzo 1893 dal padre Gaspare, marinaio, e da Giuseppina Montanari. Per le particolari condizioni famigliari (il padre marinaio imbarcato su navi mercantili non si era sposato), a cinque anni viene ospitato in un collegio a Trieste, all'ora parte integrante dell'Impero austro-ungarico. Pur avendo vissuto l'educazione e la giovinezza in territorio austriaco, quando il 24 maggio 1915 il Regno d'Italia dichiara guerra all'Austria-Ungheria rientra in Patria per arruolarsi volontario nel Regio Esercito. Nel 1916 è dapprima soldato poi aspirante ufficiale nel 68º Reggimento fanteria Legnano" e nel 1917 viene promosso in anticipo a sottotenente per meriti di guerra per le brillanti operazioni militari condotte sul Mrzli e nella Conca di Plezzo. Nel 1918, passato in forza al 30º Reparto d’assalto, prende parte alla battaglia di Vittorio Veneto. Con la conclusione della prima guerra mondiale viene assegnato al quartier generale del governatorato della Venezia Giulia in Trieste, dove nel maggio 1920 viene promosso tenente.  Nel mese di agosto si trasferisce da Ravenna a Trieste anche il padre che sposa la conterranea vedova Giuseppina Montanari e con atto della regia corte d'appello di Bologna, lo riconosce come figlio adottivo. Inoltra domanda per rimanere nell'esercito in servizio permanente effettivo e nel biennio 1924-1925 presta servizio prima nel 9º poi nel 3º Reggimento alpini. Posto in congedo per dedicarsi all'attività politica entra nella Milizia Volontaria Sicurezza Nazionale, dove diviene 1° seniore. Mobilitato nel 1935 per la Campagna in Africa Orientale contro l'Impero d'Etiopia parte come Aiutante maggiore della 104ª Legione CC. NN. "Santorre di Santarosa" della 4ª Divisione CC.NN. "3 gennaio", e quindi promosso console  assume il comando della 101ª Legione CC.NN. "Libici". Decorato di una croce di guerra al valor militare viene rimpatriato nel marzo 1937 ed assegnato al Servizio informazioni militare.
Con l'entrata in guerra del Regno d'Italia, il 10 giugno 1940 assume il comando dell’80ª Legione CC.NN d’assalto e nel marzo 1941 parte per il fronte greco-albanese. Un mese dopo, nella battaglia dei giorni fra il 7 e l'11 aprile sul confine con la Jugoslavia, pur essendo di riserva con i suoi uomini, si porta in prima linea per aiutare altri reparti in difficoltà. Il giorno 11 mentre alla testa dei suoi uomini conduce un brillante contrattacco e lanciatosi successivamente all'inseguimento del nemico rimanendo gravemente ferito. Trasportato presso l'ospedale da campo n° 119 si spegne tre giorni dopo. Alla sua memoria viene decretata la medaglia d'oro al valore militare.

### Fonti
1. ↑  Gruppo Medaglie d'Oro al Valore Militare 1965, p. 647.
2. 1 2  Combattenti Liberazione.
3. 1 2 3 4  Noi Alpini.
4. ↑  Bianchi 2012, p. 161.
5. 1 2 3 4 5 6 7 8 9  Bianchi 2012, p. 162.
6. ↑  Medaglie d'oro al valor militare sul sito della Presidenza della Repubblica
7. ↑  Registrato alla Corte dei conti il 12 gennaio 1942, registro 1 guerra, foglio 318.